# 亨氏三角波魚
亨氏三角波魚(学名：Trigonostigma hengeli），又稱亨氏波魚，為輻鰭魚綱鯉形目鿕科的其中一個種，原產亞洲印尼蘇門答臘及婆羅洲淡水流域，本魚體近菱形，兩側有獨特的羊排形狀的黑色斑紋，其上有一條橙紅色條紋，體色為灰藍色，體長可達3公分，棲息在水生植物生長茂密的池塘、沼澤和溼地，水質弱酸性且呈單寧色，以小昆蟲、蠕蟲、甲殼類動物和其他浮游動物為食，生活習性不明，為高經濟價值的觀賞魚，飼養時裝飾水生植物以及提供遮蔽的枯木、枯葉，容易餵養，可以提供小型活食和冷凍食物，如紅蟲、水蚤和豐年蟲，以及優質的乾片和顆粒。